# The Special Two
The Special Two é uma canção da cantora de pop australiana Missy Higgins, de autoria própria. Lançada em 4 de abril de 2005 pela Eleven, foi o terceiro single do álbum de estreia da cantora, The Sound of White. O single alcançou, em 17 de abril de 2005, sua estréia na parada, a segunda colocação do ARIA Charts, parada de venda de discos da Australian Recording Industry Association, que concedeu ao single uma certificação de disco de ouro. A canção chegou a ser indicada para o prêmio de "Canção do Ano" de 2005 do ARIA Awards, contudo não ganhou.